# Kebab Commodore
Kebab Commodore – miesięcznik wydawany przez Kebab Sp. z o.o. w Szczecinie w latach 1992–1993.
Był kontynuacją magazynu dyskowego Kebab Magazine wydawanego przez jedną z pierwszych polskich nieformalnych grup komputerowych „Quartet”. Z niewielkimi zmianami redakcję Kebaba tworzyły osoby z właśnie tej grupy.
Magazyn poświęcony był komputerom C-64 i Amiga. Założeniem redakcji była popularyzacja ich efektywnego wykorzystania. Magazyn zawierał materiały na temat programowania, proste projekty techniczne rozszerzające możliwości komputerów, relacje z wydarzeń branżowych, krótkie recenzje gier. Poszczególne numery miały 32–52 stron.
Redaktorem naczelnym Kebaba był Patrycjusz Łogiewa, szefem działu C64 – Paweł Sołtysiński, zaś Amiga – Krzysztof Kobus.